# Ermelo
Ermelo (baix alemany Armelo) és un municipi de la província de Gelderland, al centre-oest dels Països Baixos. L'1 de gener del 2009 tenia 26.286 habitants repartits sobre una superfície de 87,38 km² (dels quals 1,73 km² corresponen a aigua). Limita al nord amb Zeewolde (Fl), Harderwijk i Nunspeet, al sud-est amb Apeldoorn i al sud-oest amb Putten i Barneveld.

## Centres de població
De Beek, Drie, Horst, Nieuw Groevenbeek, Oud Groevenbeek, Houtdorp, Leuvenum, Speuld, Staverden, Telgt i Tonsel.

## Administració
El consistori consta de 21 membres, compost per:
- Crida Demòcrata Cristiana, (CDA) 7 regidors
- Progressief Ermelo (PvdA, GL, D66), 5 regidors
- ChristenUnie, 3 regidors
- Partit Popular per la Llibertat i la Democràcia, (VVD) 3 regidors
- Gemeenten Belangen, 2 regidors
- SGP, 1 regidor
- Dorpspartij Ermelo, 1 regidor

## Personatges il·lustres
- Piet Schrijvers, futbolista
- Aart Vierhouten, ciclista

## Galeria d'imatges

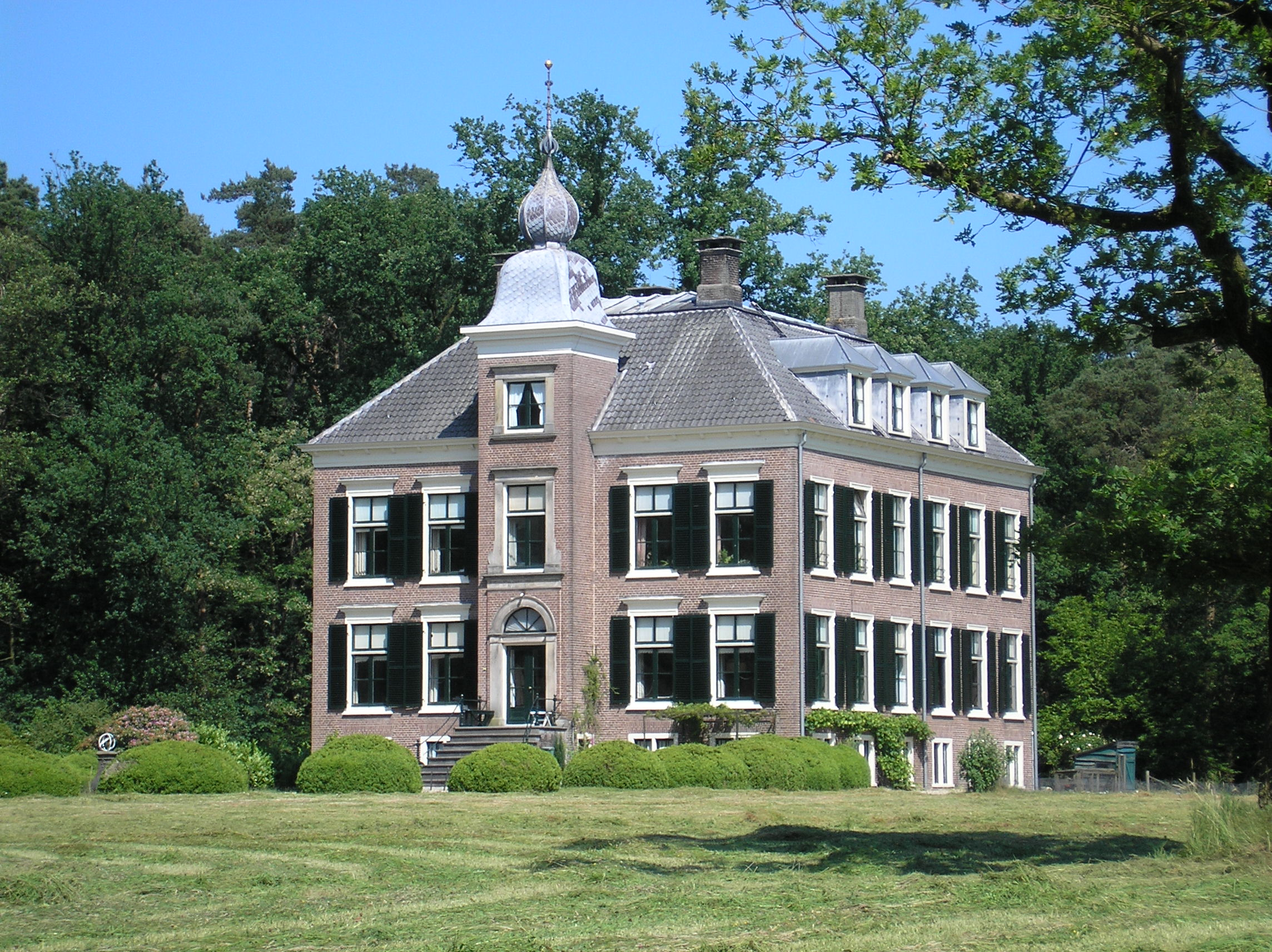
Casa a Leuvenum
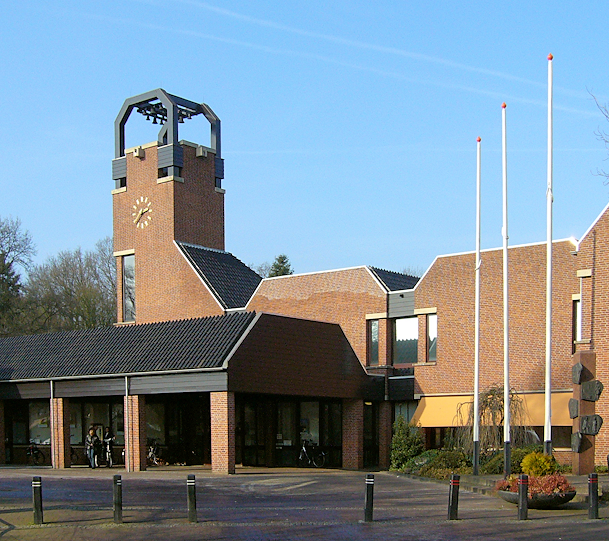
Ajuntament
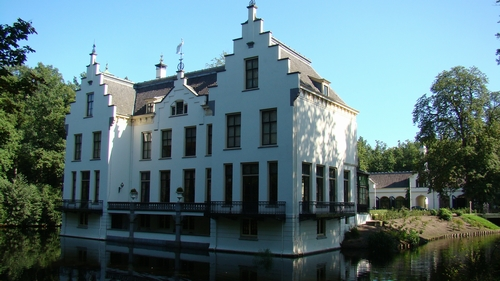
Castell de Staverden